# Thomas Lainault
Pas d'image ? Cliquez ici

a Compétitions nationales et continentales officielles uniquement.

Dernière mise à jour le 3 juillet 2025.
Thomas Lainault, né le 28 décembre 1993 à Tours, est un joueur français de rugby à XV jouant au poste de deuxième ligne au FC Grenoble en Pro D2 depuis 2021.

## Biographie

### Jeunesse et formation
Thomas Lainault commence le rugby dans le club de la ville de Saint-Pierre-des-Corps dans la banlieue de Tours.
Après un passage par l'US Tours, il intègre ensuite l'Union Bordeaux Bègles en 2011 pour jouer avec les juniors Crabos.
Thomas Lainault et les espoirs de l'UBB remportent au terme de la saison 2015-2016 le championnat de France espoirs, battant l'ASM Clermont Auvergne en finale, départagée lors d'une ultime séance de tirs au but.

### Carrière professionnelle
En 2016 il rejoint l'US Carcasonne en Pro D2 et commence sa carrière professionnelle. Le club audois termine la saison à la neuvième place.
L'année suivante il devient le capitaine de cette formation qui termine le championnat en quatorzième position.
En 2018, il signe à l'US bressane qui après sa victoire en finale d'accession contre le Rouen NR monte en Pro D2. Mais malgré treize victoires et soixante points son nouveau club est relégué échouant à un petit point des clubs de Colomiers rugby et du Stade aurillacois maintenues. Après seulement une saison jouée à Bourg-en-Bresse, où il a pris part à 20 rencontres dont 17 comme titulaire, il décide de quitter ce club et rejoint le Rouen NR alors nouveau champion de Fédérale 1 qui va découvrir la Pro D2. Rouen est quinzième et premier relégable avant l’arrêt de championnat en raison de la pandémie de Covid-19, qui entraînera l'annulation des relégations.
En avril 2021, il s'engage avec le FC Grenoble à partir de la saison 2021-2022. La saison suivante, en 2022-2023, son club termine à la deuxième place de la phase régulière du championnat et se qualifie jusqu'en finale où il affronte Oyonnax. Pour ce match, Thomas Lainault est titulaire et joue 48 minutes avant d'être remplacé par José Madeira mais le FC Grenoble s'incline sur le score de 14 à 3. Au cours de cette première saison à dans l'Isère, il prolonge son contrat de deux ans, soit jusqu'en 2025. Le FC Grenoble s'incline ensuite dans le barrage d'accession le 3 juin 2023 contre l'équipe de Top 14 de Perpignan où il commence sur le banc des remplaçant avant d'entrer en jeu en seconde période.
Durant la saison 2023-2024, le FCG est de nouveau finaliste de Pro D2 et affronte cette fois le RC Vannes.
Pour cette finale, il est titulaire. Comme l'année précédente, les Grenoblois sont battus aux portes du Top 14, sur le score de 16 à 9. En barrage pour la montée en première division, il est titulaire et le FCG fait face au Montpellier HR mais pour la deuxième année consécutive, son club rate la montée lors du barrage défait à trois minutes de la fin 18-20.
En 2024-2025, il fait partie des cinq capitaines du FCG, premier de la saison régulière avec son club, il s'impose en demi-finale à domicile contre Provence Rugby (38-17), puis s'incline en finale face à l'US Montauban (19-24). Thomas Lainault et le FCG s'inclinent ensuite encore une fois de justesse (11-13) à trois minutes de la fin, dans le barrage d'accession le 14 juin 2025 contre Perpignan.
Il est élu dans XV de la saison de Pro D2.
À la fin de la saison, Thomas Lainault encore sous contrat avec le FCG est transféré au Racing 92.

## Palmarès
- Union Bordeaux Bègles
  - Vainqueur du Championnat de France espoirs en 2016.
- FC Grenoble
  - Finaliste du Championnat de France de 2e division en 2023, 2024 et 2025.